# Doctorul Schelet
Doctorul Schelet (1987) (titlu original Docteur Squelette) este un roman fantastique al scriitorului francez Serge Brussolo.

## Cadrul acțiunii
În orășelul San-Carmino, o dată la zece ani au loc catastrofe care duc la moartea a zeci de persoane: incendierea magazinelor Cortero, surparea de la mina de cupru din Santayaca, naufragiul vasului Marenco încărcat cu emigranți, otrăvirea unui cartier întreg datorită apei infectate dintr-un rezervor municipal. Punctul de pornire al acestor evenimente nefaste pare a fi Marea Posedare, un eveniment care a divizat populația în două: unii cred că a fost o înscenare pusă la cale de conducătorii cherhanalelor pentru a avea ocazia să înăbușe în sânge revolta populară pe cale să izbucnească, în timp ce alții cred că a fost vorba despre sosirea pe Pământ a funebrului Doctor Schelet, aflat în căutare de suflete pe care să le piardă.
În folclorul local, Marea Posedare a rămas ca un eveniment încărcat cu superstiții. Sosirea Doctorului Schelet a fost precedată de o săptămână în care, nopțile, străzile se umpleau de somnambuli. Cei care sufereau un accident care-i trezea din somn deveneau amnezici, iar trupul lor golit de conștiință era astfel pregătit să fie posedat de Doctorul Schelet. Această posedare se manifesta prin creșterea necontrolată a sistemului osos, care ajungea să rupă învelișul de piele în dezvoltarea sa necontrolată. Pentru a limita efectele acestui lucru, în sat s-a format un grup de croitorese care folosea bucăți de piele pentru a "întări" zonele cele mai sensibile la presiunea oaselor: articulațiile, creșteștul capului, burta. Morții au fost îngropați la marginea orașului în sicrie metalice, deoarece lemnul se dovedea prea fragil la presiunea oaselor care creșteau și după moarte.
În cele din urmă a apărut salvatorul, în persoana preotului Don Bartolomeo Da Xanto. În cadrul unor ritualuri sângeroase, acesta a sacrificat sute de câini, tăindu-le limba și coada și lăsându-i să rătăcească astfel pe câmpul din jurul orașului, pentru a atrage poftele Doctorului Schelet. Pe locul în care a căzut fiecare câine s-a ridicat un tumul de pământ, iar strategia a dat roade: posedările au încetat, iar Doctorul Schelet a rămas doar o amintire.

## Intriga
Marc o convinge pe Jeanne să-și petreacă vacanța în San-Carmino. Aici, el vrea să studieze legendele locale și legăturile dintre incidentele care se repetă o dată la zece ani. Studiile sale atrag nemulțumirea localnicilor, iar când comportamentul său devine tot mai straniu, chiar și Jeanne devine neliniștită.
După câteva episoade de somnambulism, Marc dispare definitiv. Sângele lui este găsit pe podeaua bisericii din oraș, iar cuțitul mumiei lui Don Bartolomeo dispare. Localnicii cred că Marc a săvârșit un sacrilegiu, dar imposibilitatea de a-l găsi pe tânărul canadian nu permite o acțiune directă. El îi apare însă lui Jeanne într-o serie de halucinații grotești, în care pare că vrea să-i comunice ceva.
Spre groaza localnicilor, în oraș reîncep episoadele de somnambulism colectiv care precedaseră Marea Posedare. Abia atunci Jeanne înțelege că Marc încerca să-i comunice că acel eveniment chiar existase în realitate și că Doctorul Schelet era un spirit malefic. El făcuse un pact cu Don Bartolomeo, în urma căruia avea să lase în pace localitatea cu condiția ca, o dată la zece ani, să primească o sută de suflete. PActul justifica "accidentele" periodice, dar, odată cu moartea ultimului participant la conspirații, Doctorul Schelet nu-și mai primise tributul. Furios, el se întorcea pentru a și-l revendica singur.
Somnambulii devin tot mai agresivi și reușesc să-i oblige pe locuitorii neafectați să se retragă în biserică. Aceasta este construită într-o peșteră, ale cărei stalactite se prăbușesc peste refugiați, omorându-i cu sutele. În mijlocul lor se ridică trupul lui Marc, despre care Jeanne înțelege că devenise marioneta Doctorului Schelet. Fata reușește să fugă afară din oraș, dar este atacată de scheletele câinilor îngropați pe câmp și de sarcofagele metalice în care fuseseră îngropați cei afectați de creșterea scheletului în timpul MArii Posedări.
Jeanne scapă în cele din urmă, cu mințile rătăcite, și este internată într-un sanatoriu unde i se comunică descoperirea unor afecțiuni osoase - o aluzie la faptul că e posibil ca scheletul ei să înceapă o creștere necontrolată, care va sfâșia pielea. Catastrofa din San-Carmino este pusă de autorități pe seama unui cutremur care a făcut să se prăbușească peștera în care era adăpostită biserica și a distrus cimitirul și câmpul din jurul orașului.

## Lista personajelor
- Jeanne - tânără franțuzoaică venită în vacanță la San-Carmino
- Joseto Corco - negustor de oase din San-Carmino
- Marc - tânăr canadian, amant al lui Jeanne, venit în San-Carmino pentru a cerceta evenimentele catastrofale care se repetă aici din zece în zece ani
- Preotul - slujitor al bisericii troglodite din San-Carmino, care refuză până în ultima clipă să creadă mărturiile predecesorului său, Don Bartolomeo Da Xanto
- Fendero - sergentul corpului local de poliție
- Copilul autist - copil care vine zilnic în magazinul lui Corco pentru a asambla și dezasambla un craniu

## Opinii critice
Serge Perraud consideră că Doctorul Schelet "rămâne un roman de tranziție" care "se înscrie într-o serie mai deschisă spre fantastic". Bruno Para observă că romanul "sacrifică acțiunea în fața unei influențe hollywoodiene: totul se termină într-un pandemoniu din care nimeni nu va ieși întreg".
Éric Sanvoisin elogiază romanul: "Foarte bine scris și realizat cu mână de maestru. Evenimentele se potrivesc perfect, din punct de vedere al logicii și al terorii. Artă la superlativ!". La rândul său, Thomas Bauduret îl caracterizează ca "o remarcabilă piesă de atmosferă și evocare încinsă până la alb: citită într-o zi caniculară face minuni!".